# Joseph Ettedgui
Joseph Ettedgui (22 de fevereiro de 1236 - Londres, 18 de março de 2010) foi um estilista marroquino, criador da marca Joseph.
Faleceu aos 74 anos devido a um câncer..